# Melbourne to Warrnambool Classic
La Melbourne to Warrnambool Classic est une course cycliste sur route australienne, disputée dans l'État de Victoria, autour de Melbourne. Au cours de son histoire, elle s'est disputée soit par étapes soit d'un seul trait sous la forme d'une classique. Créée en 1895, c'est la plus ancienne course du pays et l'une des plus anciennes au monde. Elle est depuis courue annuellement au mois d'octobre. Elle a fait partie de l'UCI Oceania Tour, dans la catégorie 1.2 en 2007 et 2008. Depuis, c'est une épreuve nationale qui se dispute sous forme d'une classique, avec une distance de 262 kilomètres.
Entre 2015 et 2021, les féminines courent en même temps que les hommes. Une édition féminine automonome est organisée pour la première fois en 2022 sur une distance de 160 kilomètres, soit la plus longue course sur route féminine.

## Palmarès

### Hommes
| Année     | Vainqueur                               | Deuxième                                | Troisième                               |
| --------- | --------------------------------------- | --------------------------------------- | --------------------------------------- |
| 1895      | Andrew Calder                           |                                         |                                         |
| 1895      | William Nicol                           |                                         |                                         |
| 1896      | Jim Carpenter                           |                                         |                                         |
| 1897      | Bill Jackson (en)                       |                                         |                                         |
| 1898      | W. Collins                              |                                         |                                         |
| 1899-1900 | pas de course                           | pas de course                           | pas de course                           |
| 1901      | Albert Nioa                             |                                         |                                         |
| 1902      | Matt Chappell                           |                                         |                                         |
| 1903      | Jack Arnst (en)                         |                                         |                                         |
| 1904      | Jack Wright                             |                                         |                                         |
| 1905      | Bill Hawley                             |                                         |                                         |
| 1906      | D. D. Riley                             |                                         |                                         |
| 1907      | Meldrum Dobie                           |                                         |                                         |
| 1908      | J. T. Donohue                           |                                         |                                         |
| 1909      | W. Knaggs                               |                                         |                                         |
| 1910      | Charles Piercey (en)                    |                                         |                                         |
| 1911      | J. Tebbs                                |                                         |                                         |
| 1912-1921 | pas de course                           | pas de course                           | pas de course                           |
| 1922      | Peter Hill                              |                                         |                                         |
| 1923      | Percy Wells                             |                                         |                                         |
| 1924      | W. F. King                              |                                         |                                         |
| 1925      | Esmond Williamson                       |                                         |                                         |
| 1926      | Les Einsiedel                           |                                         |                                         |
| 1927      | remplacée par le Dunlop Grand Prix (en) | remplacée par le Dunlop Grand Prix (en) | remplacée par le Dunlop Grand Prix (en) |
| 1928      | pas de course                           | pas de course                           | pas de course                           |
| 1929      | Horrie Marshall                         |                                         |                                         |
| 1930      | Jim Egan                                |                                         |                                         |
| 1931      | George Lessing                          |                                         |                                         |
| 1932      | Dick Reynolds                           |                                         |                                         |
| 1933      | Les Willoughby                          |                                         |                                         |
| 1934      | remplacée par le Centenary 1000 (en)    | remplacée par le Centenary 1000 (en)    | remplacée par le Centenary 1000 (en)    |
| 1935      | Tom Reynolds                            |                                         |                                         |
| 1936      | Jim McEvoy                              |                                         |                                         |
| 1937      | T. Brooks                               |                                         |                                         |
| 1938      | T. Rogers                               |                                         |                                         |
| 1939      | Dean Toseland                           |                                         |                                         |
| 1940-1946 | pas de course                           | pas de course                           | pas de course                           |
| 1947      | Arnie Edwards                           |                                         |                                         |
| 1948      | Alby Saunders (en)                      |                                         |                                         |
| 1949      | Stan Bonney                             |                                         |                                         |
| 1950      | Max Rowley (en)                         |                                         |                                         |
| 1951      | Arthur Julius                           |                                         |                                         |
| 1952      | Vin Beasley (en)                        |                                         |                                         |
| 1953      | Murray French (en)                      |                                         |                                         |
| 1954      | Billy Guyatt                            |                                         |                                         |
| 1955      | Eddie Smith (en)                        |                                         |                                         |
| 1956      | Bob Davis                               |                                         |                                         |
| 1957      | Stan Bonney                             |                                         |                                         |
| 1958      | Wally O'Brien                           |                                         |                                         |
| 1959      | Grant Daws                              |                                         |                                         |
| 1960      | Jack Sommer                             |                                         |                                         |
| 1961      | Tony Robson                             |                                         |                                         |
| 1962      | Wally O'Brien                           |                                         |                                         |
| 1963      | John Binding                            |                                         |                                         |
| 1964      | Peter Fry                               |                                         |                                         |
| 1965      | Bill Dove                               |                                         |                                         |
| 1966      | Lance Wearne                            |                                         |                                         |
| 1967      | Graeme Gilmore                          |                                         |                                         |
| 1968      | Ray Crowe                               |                                         |                                         |
| 1969      | B. Farmer                               |                                         |                                         |
| 1970      | Mario Giramondo                         |                                         |                                         |
| 1971      | Bruce Clark                             |                                         |                                         |
| 1972      | Linton Sedley                           |                                         |                                         |
| 1973      | Bruce Clarke                            |                                         |                                         |
| 1974      | John Bylsma (en)                        | Neville Allison                         | Robert Kypriotis                        |
| 1975      | Mario Giramondo                         | Jim Dart                                |                                         |
| 1976      | David Allan (en)                        | John Trevorrow                          | Peter Besanko (en)                      |
| 1977      | Ian Grindlay                            |                                         |                                         |
| 1978      | Dennis Shaw                             | Terry Stacey                            | Peter Besanko (en)                      |
| 1979      | David Allan (en)                        | Dennis Shaw                             | Peter Besanko (en)                      |
| 1980      | J. Hine                                 |                                         |                                         |
| 1981      | Peter Cox                               | Terry Schintler                         | Colin Hatley                            |
| 1982      | David Allan (en)                        | Peter Besanko (en)                      | Kevin Bradshaw (en)                     |
| 1983      | Andrew Lindsay                          |                                         |                                         |
| 1984      | Peter Besanko (en)                      |                                         |                                         |
| 1985      | Brad Leach                              | Ken Evans                               |                                         |
| 1986      | Michael Lynch (en)                      | Terry Hammond (en)                      |                                         |
| 1987      | Paul Rugari                             | Terry Hammond (en)                      |                                         |
| 1988      | Barry Burns                             |                                         |                                         |
| 1989      | Peter Besanko (en)                      | Scott Steward (en)                      | Frederick McCorkill                     |
| 1990      | Robert Jordan                           |                                         |                                         |
| 1991      | Andrew Stirling                         |                                         |                                         |
| 1992      | Peter Besanko (en)                      | Jan Bogaert                             | Tim Jamieson                            |
| 1993      | Dean Woods                              | Michael Crowe                           | Gavin Parsonage (en)                    |
| 1994      | Gavin Parsonage (en)                    |                                         |                                         |
| 1995      | Brendan McAuliffe                       | Marcel Wüst                             |                                         |
| 1996      | Chris White                             | Scott Moninger                          | Jacques Jolidon                         |
| 1997      | Daniel Schnider                         | Dennis Veje Rasmussen                   | Allan Iacuone                           |
| 1998      | Bart Heirewegh                          | Peter Milostic                          | Eugen Wacker                            |
| 1999      | Jamie Drew                              | Chris White                             | Timothy Decker                          |
| 2000      | Hilton Clarke                           | Timothy Decker                          | Rik McCaig                              |
| 2001      | David McKenzie                          | Peter Milostic                          | Eugen Wacker                            |
| 2002      | Jamie Drew                              | Hilton Clarke                           | David McKenzie                          |
| 2003      | Simon Gerrans                           | Jamie Drew                              | Matthew Clarke                          |
| 2004      | William Walker                          | Jonathan Clarke                         | David Pell                              |
| 2005      | Jonas Ljungblad                         | Joshua Collingwood                      | Jason Philipps                          |
| 2006      | Robert McLachlan                        | David Pell                              | Kjell Carlström                         |
| 2007      | Timothy Decker                          | Benjamin King                           | Mark Hooper                             |
| 2008      | Zakkari Dempster                        | Hilton Clarke                           | David Pell                              |
| 2009      | Joel Pearson                            | Daniel Furmston                         | Timothy Decker                          |
| 2010      | Rhys Pollock                            | Mark O'Brien                            | Tom Robinson                            |
| 2011      | Joel Pearson                            | Nathan Haas                             | Luke Fetch                              |
| 2012      | Floris Goesinnen                        | Aaron Donnelly                          | Bradley Hall                            |
| 2013      | Sam Horgan                              | Jack Anderson                           | Jacob Kauffmann                         |
| 2014      | Oliver Kent-Spark                       | Alexander Edmondson                     | Sam Horgan                              |
| 2015      | Scott Sunderland                        | Alexander Edmondson                     | Oliver Kent-Spark                       |
| 2016      | Nathan Elliott                          | Ayden Toovey                            | Robbie Hucker                           |
| 2017      | Nathan Elliott                          | Sam Welsford                            | Tommy Nankervis                         |
| 2018      | annulée                                 | annulée                                 | annulée                                 |
| 2019      | Nicholas White                          | Harrison Bailey                         | Brendan Johnston                        |
| 2020      | Brendan Johnston                        | Michael Freiberg                        | Mark O'Brien                            |
| 2021      | Jensen Plowright                        | Ben Hill                                | Liam White                              |
| 2022      | Cameron Scott                           | Brenton Jones                           | Myles Stewart                           |
| 2023      | Tristan Saunders                        | Brandon Green                           | Bailey McDonald                         |
| 2024      | Mark O'Brien                            | Connor Sens                             | Tristan Saunders                        |
| 2025      | Blake Agnoletto                         | Cameron Scott                           | Hamish McKenzie                         |

### Femmes
| Année | Vainqueur         | Deuxième          | Troisième        |
| ----- | ----------------- | ----------------- | ---------------- |
| 2015  | Lauretta Hanson   | Miranda Griffiths | Chloe McIntosh   |
| 2016  | Tessa Fabry       | Fiona Yard        | Jessica Lane     |
| 2017  | Erin Nolan        |                   |                  |
| 2018  | annulée           | annulée           | annulée          |
| 2019  | Peta Mullens      | Taryn Heather     | Rebecca Wiasak   |
| 2020  | Matilda Raynolds  | Taryn Heather     | Kirsty Deacon    |
| 2021  | Matilda Raynolds  | Justine Barrow    | Nicole Frain     |
| 2022  | Maeve Plouffe     | Josie Talbot      | Matilda Raynolds |
| 2023  | Sophie Edwards    | Chloe Hosking     | Matilda Raynolds |
| 2024  | Lucinda Stewart   | Josie Pepper      | Amanda Poulsen   |
| 2025  | Katelyn Nicholson | Frankie Hall      | Josie Pepper     |